# Jean Baptiste Arnaud (magistrat)
Pour les articles homonymes, voir Arnaud et Jean-Baptiste Arnaud.
Jean-Baptiste, Bernard, Antoine Arnaud , né le 24 juin 1753 à Puimoisson (Basses-Alpes) et mort le 4 mars 1829 à Puimoisson, est un magistrat et homme politique français des XVIIIe et XIXe siècles.

## Biographie
Jean-Baptiste Arnaud étudia le droit et fut avocat au Parlement d'Aix. Ses succès au barreau lui ayant ouvert la carrière de la magistrature, il fut successivement juge de paix, juge de district et enfin, sous le premier Empire, procureur général près la Cour criminelle des Basses-Alpes.
Chevalier de la Légion d'honneur depuis le 25 prairial an XII, il avait été créé chevalier de l'Empire, le 28 janvier 1809.
En 1811, lors de la réorganisation des Cours et Tribunaux, un décret impérial du 1er juin l'appela à la Cour d'Aix avec les mêmes fonctions : il les garda après la chute de l'Empire, jusqu'en 1820.
Président, à plusieurs reprises, du collège électoral des Basses-Alpes, il fut, le 20 septembre 1817, élu par ce collège, membre de la Chambre des députés, avec 103 voix sur 181 votants et 274 inscrits, contre M. de Gassaud, maire de Manosque (77 voix) et réélu le 20 octobre 1818, avec 97 voix sur 143 votants et 281 inscrits contre M. de Laplano, conseiller général (34 voix). 
Arnaud, qui s'était, sans hésitation, rallié au gouvernement royal, prêta constamment au ministère l'appui de son vote. Il garda, d'ailleurs, dans les débats parlementaires un silence complet. Réélu député le 20 octobre 1818, avec 97 voix sur 143 votants et 281 inscrits contre M. de Laplano, conseiller général (34 voix), il siégea sur les bancs de la droite jusqu'en 1820, époque à laquelle l'état de sa santé le détermina à refuser une nouvelle candidature législative.
Il fut, la même année, admis à la retraite avec le titre de président honoraire.

## Fonctions
- Avocat au Parlement d'Aix ;
- Juge de paix ;
- Juge de district ;
- Procureur général près la Cour criminelle des Basses-Alpes (premier Empire, confirmé le 1er juin 1811) ;
- Président du collège électoral des Basses-Alpes ;
- Député des Basses-Alpes à la Chambre (20 septembre 1817, réélu le 20 octobre 1818) ;
- Président honoraire de la Cour d'Aix (1820).

## Titres
- Chevalier de l'Empire (28 janvier 1809).

## Distinctions
- Chevalier de la Légion d'honneur (25 prairial an XII).

## Armoiries
| Figure | Blasonnement |
|        | Armes du Chevalier Jean Baptiste Arnaud et de l'Empire « D'azur, à un chevron d'argent, acc. en chef de deux étoiles, et en pointe d'une tour, le tout du même, à la champagne de gueules chargée du signe des Chevaliers-Légionnaires. » |